# 喀德卡哇寺
喀德卡哇寺，位于中国青海省民和县甘沟乡民族村，为第六批青海省文物保护单位，公布日期为1998年12月22日，类型为古建筑。
喀德卡哇寺的历史年代为明。